# Ilybius pseudoneglectus
Ilybius pseudoneglectus är en skalbaggsart som först beskrevs av Mario E. Franciscolo 1972.  Ilybius pseudoneglectus ingår i släktet Ilybius och familjen dykare. Inga underarter finns listade i Catalogue of Life.